# 切梅洛夫斯科耶水庫
切梅洛夫斯科耶水庫是白俄羅斯的人工水庫，位於伊瓦采維奇東北14公里，由布列斯特州負責管轄，始建於1954年，長2.4公里、寬1.25公里，面積1.26平方公里，湖岸線長度5.1公里，海拔高度140米，最大水深1.8米。